# Belval (Manche)
Belval település Franciaországban, Manche megyében. Lakosainak száma 334 fő (2022. január 1.). Belval Cambernon, Camprond, Courcy, Ouville és Savigny községekkel határos.

## Népesség
A település népességének változása:
| Lakosok száma | 290  | 253  | 274  | 293  | 307  | 312  | 315  | 321  | 325  | 334  |
|               | 1968 | 1982 | 1990 | 2006 | 2013 | 2015 | 2017 | 2019 | 2020 | 2022 |